# Franciacorta
La Franciacorta es una comarca de la provincia de Brescia en la región de Lombardía (Italia). Se trata de una zona de suaves colinas entre la ciudad de Brescia y el Lago de Iseo.
Esta zona es conocida tanto por la belleza de sus paisajes como por la producción de vinos tintos, blancos y espumosos. La producción de vino y su comercialización han ido asumiendo una importancia cada vez mayor en los últimos años adquiriendo mayor protagonismo los vinos espumosos. El nombre "Franciacorta" se ha relacionado últimamente con un sinónimo de vino espumoso de calidad, producto de los numerosos viñedos de la zona y conocido en todo el mundo al punto de estar protegido bajo una denominación de origen.

## Territorio
La comarca se extiende sobre los municipios de Adro, Brione, Capriolo, Castegnato, Cazzago San Martino, Cellatica, Coccaglio, Cologne, Corte Franca, Erbusco, Gussago, Monticelli Brusati, Ome, Paderno Franciacorta, Paratico, Passirano, Polaveno, Provaglio d'Iseo, Rodengo-Saiano y Rovato.
El terreno, moldeado por las colinas y que antiguamente estuvo poblado por frondosos bosques, ha sido transformado últimamente con la plantación de numerosos viñedos que caracterizan ahora el paisaje. 
En la actualidad, los órganos locales están empeñados en salvaguardar el aspecto paisajístico y en la conservación tanto del medio físico como del patrimonio histórico-cultural.